# 旧武徳殿

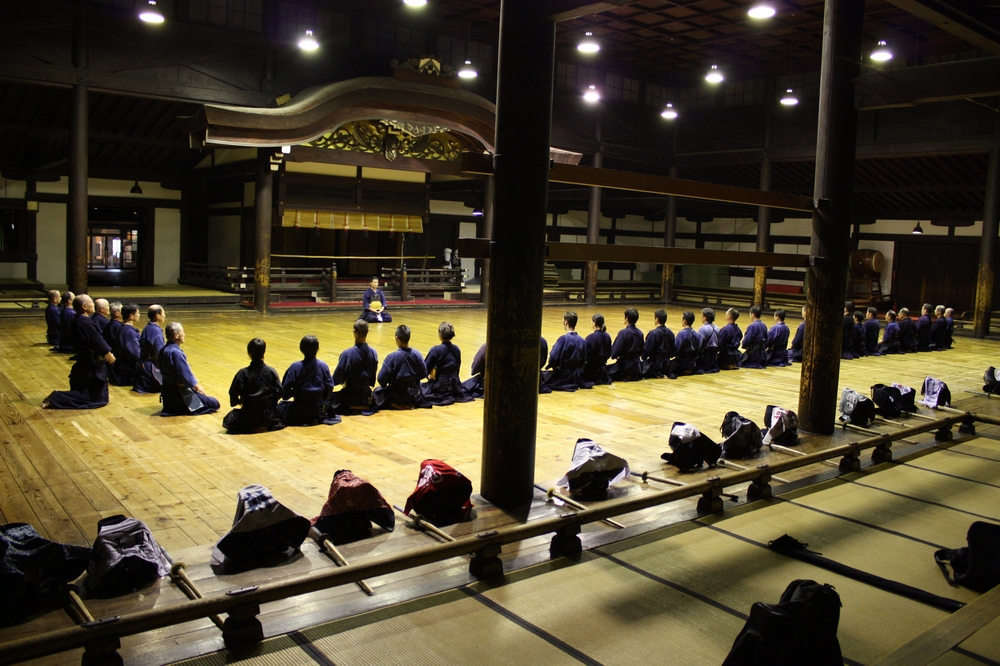
内部

旧武徳殿（きゅうぶとくでん）は、京都府京都市左京区にある武道場である。

## 概要
1899年（明治32年）に大日本武徳会により演武場として木造で造営された。設計は松室重光が手がけた。1946年（昭和21年）同会解散後は進駐軍に接収されたのち、京都市警察学校および京都市立芸術大学を経て、2012年（平成24年）現在は京都市武道センターの施設となっている。
明治時代における木造建築、あるいは武道の歴史に関する施設としての歴史的な評価もなされており、1980年（昭和55年）に保存が決定された。その後、1983年（昭和58年）には京都市指定有形文化財に、1996年（平成8年）には「旧武徳殿」の名称で国の重要文化財にそれぞれ指定されている。